# جایزه بزرگ بریتانیا ۱۹۵۵
جایزه بزرگ بریتانیا ۱۹۵۵ (انگلیسی: ‎1955 British Grand Prix‎) یک مسابقهٔ موتوری در رشتهٔ اتومبیل‌رانی فرمول یک بود که در تاریخ ۱۶ ژوئیهٔ ۱۹۵۵ در پیست اینتری واقع در لیورپول، انگلستان برگزار شد. این گراند پری در میان ۷ گراند پری در فصل ۱۹۵۵، مسابقهٔ شمارهٔ ۶ بود.
در این مسابقه که در ۹۰ دور و به مسافت ۴۳۴٫۵۲ کیلومتر (۲۶۹٫۹۹۸ مایل) برگزار شد، پول پوزیشن توسط استیرلینگ ماس کسب شد و سریع‌ترین زمان برای طی یک دور پیست که برابر با ۲:۰۰٫۴ بود نیز توسط استیرلینگ ماس به ثبت رسید.
استیرلینگ ماس از تیم مرسدس، خوان مانوئل فانخیو از تیم مرسدس و کارل کلینگ از تیم مرسدس به‌ترتیب مقام‌های اول تا سوم مسابقه را کسب کردند.

## رده‌بندی قهرمانی پس از مسابقه
| رده‌بندی قهرمانی رانندگان \| \| جایگاه \| راننده \| امتیاز \| \| -------- \| ------ \| ------------------ \| ------ \| \| \| ۱ \| خوان مانوئل فانخیو \| ۳۳ \| \| \| ۲ \| استیرلینگ ماس \| ۲۲ \| \| \| ۳ \| ماریس ترینتیگنانت \| ۱۱۱⁄۳ \| \| \| ۴ \| نینو فارینا \| ۱۰۱⁄۳ \| \| \| ۵ \| باب سوایکرت \| ۸ \| \| منبع:[۱] \| \| \| \| |        |                    |        |
| | جایگاه | راننده             | امتیاز |
| | ۱      | خوان مانوئل فانخیو | ۳۳     |
| | ۲      | استیرلینگ ماس      | ۲۲     |
| | ۳      | ماریس ترینتیگنانت  | ۱۱۱⁄۳  |
| | ۴      | نینو فارینا        | ۱۰۱⁄۳  |
| | ۵      | باب سوایکرت        | ۸      |
| منبع: |        |                    |        |

یادداشت
- تنها پنج جایگاه نخست از هر رده‌بندی نمایش داده شده‌است.